# بیم می آپ اسکاتی (میکس‌تیپ)
بیم می آپ اسکاتی (به انگلیسی: Beam Me Up Scotty) سومین آلبوم میکس‌تیپ از خواننده رپ اهل ترینیداد و توباگو و آمریکا نیکی میناژ است. این آلبوم در ۱۸ آوریل ۲۰۰۹ منتشر شد. آلبوم با حضور هنرمندان مهمان مانند باستا رایمز، دریک، گوچی مان، مک مین و لیل وین ضبط شده‌است.
نیکی میناژ در سال 2021 در یک لایو اینستاگرامی اعلام کرد که این میکس تیپ را در تمام پلتفورم ها منتشر میکند و ترک های fractions ; corcodile teeth و seeing green با همکاری لیل وین و دریک به آن اضافه شد